# Phẫu thuật Nụ cười
Operation Smile (Phẫu thuật Nụ cười) là một tổ chức phi lợi nhuận hoạt động trên lĩnh vực y tế, sức khỏe con người, có trụ sở đặt tại Norfolk, Virginia, thành lập năm 1982. Là một tổ chức phi chính phủ, Phẫu thuật Nụ cười tiến hành các ca phẫu thuật chữa khe hở môi - hàm ếch cho trẻ em trên toàn thế giới, đồng thời giúp trang bị cho các nước năng lực cần thiết để tự tiến hành các ca phẫu thuật này, cũng như nỗ lực giảm chứng khe hở môi - hàm ếch. Đến nay tổ chức Phẫu thuật Nụ cười đã tiến hành phẫu thuật chỉnh hình cho hơn 100.000 trẻ em và thanh niên ở trên 30 nước.

## Lịch sử
Tổ chức Phẫu thuật Nụ cười do ông Bill Magee cùng vợ là Kathy Magee sáng lập sau khi họ tham gia một đợt giúp phẫu thuật chỉnh hình ở Philippines năm 1982 và nhận thấy nhu cầu cần có nhiều chuyến đi như vậy hơn.
Quy mô của tổ chức tăng lên sau khi Mẹ Teresa mời Phẫu thuật Nụ cười sang Ấn Độ giúp các trẻ em bị khuyết tật.

## Các chương trình
- 20 năm vì những nụ cười–Hành trình của những điều kỳ diệu[1]

## Giải thưởng
Năm 1996, tổ chức Operation Smile đã được trao tặng giải thưởng Conrad N. Hilton trị giá 1.500.000$, một trong những giải thưởng nhân đạo lớn nhất thế giới.
Hai sáng lập viên, Bill và Kathy Magee đã được bầu chọn là công dân gương mẫu của Norfolk, Virginia năm 2008

## Tài chính
Tổ chức Phẫu thuật Nụ cười đã gây quỹ được 35.024.864 Đô la Mỹ trong năm tài chính kết thúc vào tháng 6 năm 2008. Họ đã chi 41% số tiền mặt vào hoạt động gây quỹ và chi phí hành chính; 11.905.507 Đô la để gây quỹ (33,9%) và điều hành 2.710.783 Đô la (7.7%) 

## Tổ chức phẫu thuật nụ cười toàn thế giới
| - Úc web Lưu trữ ngày 19 tháng 1 năm 2011 tại Wayback Machine - Bolivia web - Bangladesh, Site: USNS Mercy - Brasil, Site: Fortaleza web - Campuchia, Site: Phnom Penh web Lưu trữ ngày 13 tháng 11 năm 2010 tại Wayback Machine - Canada - Trung Quốc, Site:Khúc Tĩnh web Lưu trữ ngày 23 tháng 3 năm 2010 tại Wayback Machine - Colombia, Site: Buenaventura - Ecuador - Ai Cập - Ethiopia | - Dải Gaza / Bờ Tây - Honduras - Hồng Kông web Lưu trữ ngày 29 tháng 10 năm 2014 tại Wayback Machine - India - Jordan - Kenya - Lào - México - Maroc - Nicaragua, Site: Puerto Corinto | - Panama - Paraguay - Peru, Site: Salaverry - Philippines - Nga - Nam Phi - Hàn Quốc - Thái Lan - Venezuela - Vietnam, Sites:Vũng Tàu, Quảng Nam. |

- Iraq - In 2007 the health minister ofg Iraq's Kurdistan region, Dr. Zorban Othman, announced that Operation Smile would treat 51 Kurdish children in nearby Jordan. The Dr. stated "the step was taken because of the bad security conditions in other areas of Iraq, which makes it impossible for foreign physicians to come."[12]

## Tại Việt Nam
Operation Smile Việt Nam là một bộ phận của Operation Smile Foundations tập trung vào các hoạt động điều trị miễn phí cho trẻ em và người lớn bị tật biến dạng hở môi.
Các hoạt động của Operation Smile ở Việt Nam bắt đầu từ năm 1989 khi cựu chiến binh chiến tranh Việt Nam, ông John Connor khởi xướng các sứ mệnh y khoa đầu tiên, chữa trị 100 trẻ em Việt Nam bị dị tật bẩm sinh. Bạn ông, ông John W. Vessey Jr, người sáng lập Operation Smile và bạn là tiến sĩ Bill Magee đã mời được một đội ngũ gồm 38 tình nguyện viên đi du lịch sang để chữa trị.
MobiFone đã ký kết thỏa thuận hợp tác song phương với Operation Smile Việt Nam về tăng cường xã hội hóa công tác chăm sóc cộng đồng cho chương trình "Hành trình của những điều kỳ diệu"
Năm 2015, ứng dụng MoMo chính thức là một trong những đối tác của Operation Smile thông qua việc sử dụng các dịch vụ như một kênh kêu gọi và vận động cho các hoạt động phục vụ cộng đồng của Tổ chức Việt.

## Các đại sứ đại diện
| - Carmit Bachar - Mark Burnett - Dhani Jones - John Salley - Maggie Rizer - Melanie Dunea và Nigel Parry - Benj Gershman - Charice |  | - David Pomeranz - Jessica Simpson - Roselyn Sanchez - Roma Downey - Billy Bush - Satcha Pretto - Deidre Hall |  | - Donald Trump Jr. và Vanessa Trump - Eric Winter - Oscar D’León - Molly Sims - Justin Chatwin, "khỉ con Sôn Gôku" trong Dragonball Evolution - Thành Long - Lý Nhã Kỳ |

## Hình ảnh của Operation Smile trong văn hoá
- Phim Nụ cười làm năm 2005 của đạo diễn Jeffrey Kramer dựa trên kinh nghiệm của một tình nguyện viên OS
- Nơi tình yêu bắt đầu, một bộ phim của đạo diễn Hồ Ngọc Xum nói về sự trưởng thành của những con người đã được OS cứu chữa[20]

## Hình ảnh
Chứng khe hở môi - hàm ếch là một căn bệnh không phải hiếm và có thể chữa trị được.

Đường màu xanh là vết rạch.
Dịch chuyển của môi; vạt A dịch vào chuyển giữa B và C. C được xoay nhẹ nhàng khi B được kéo xuống.
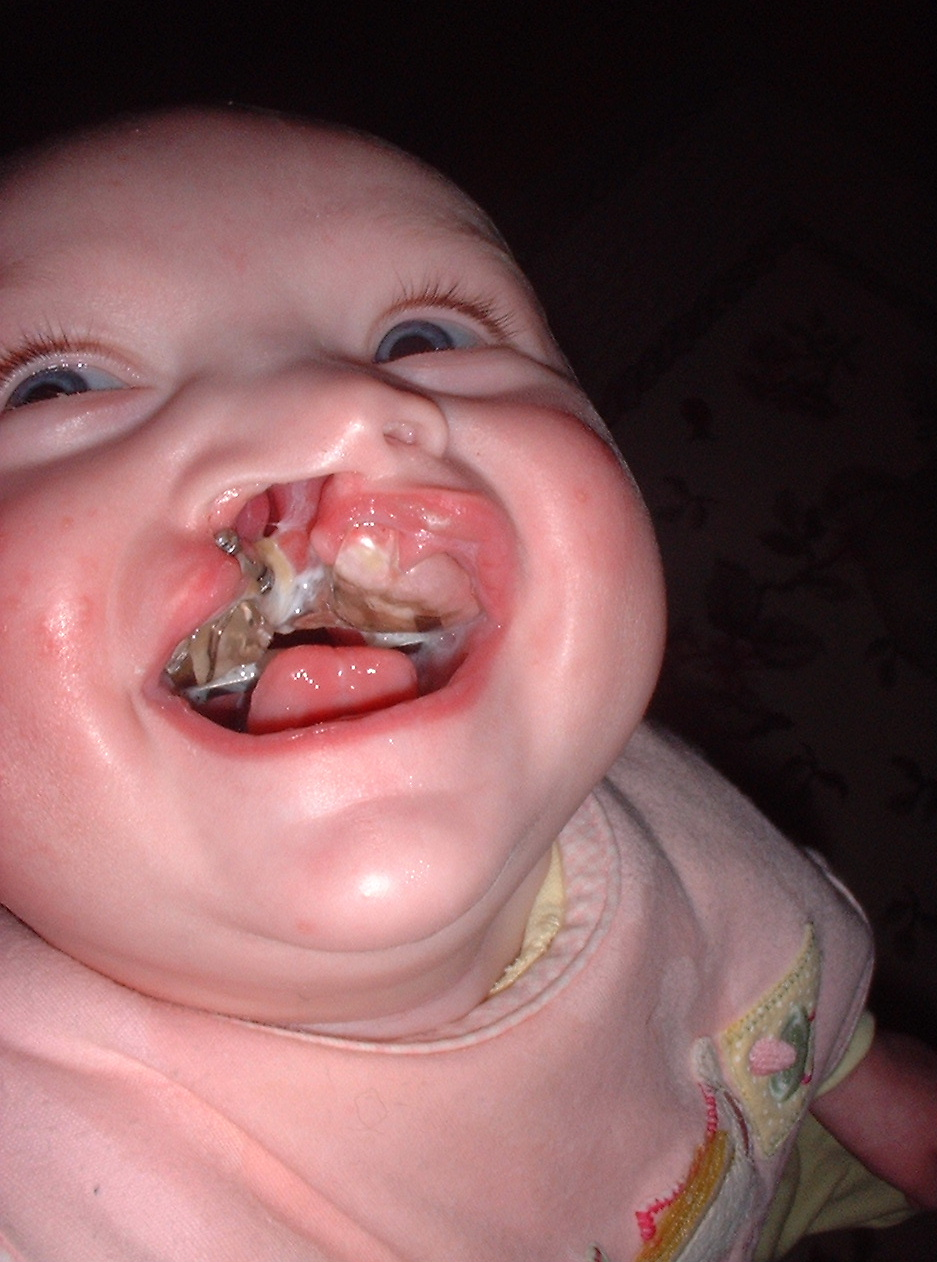
Trước phẫu thuật
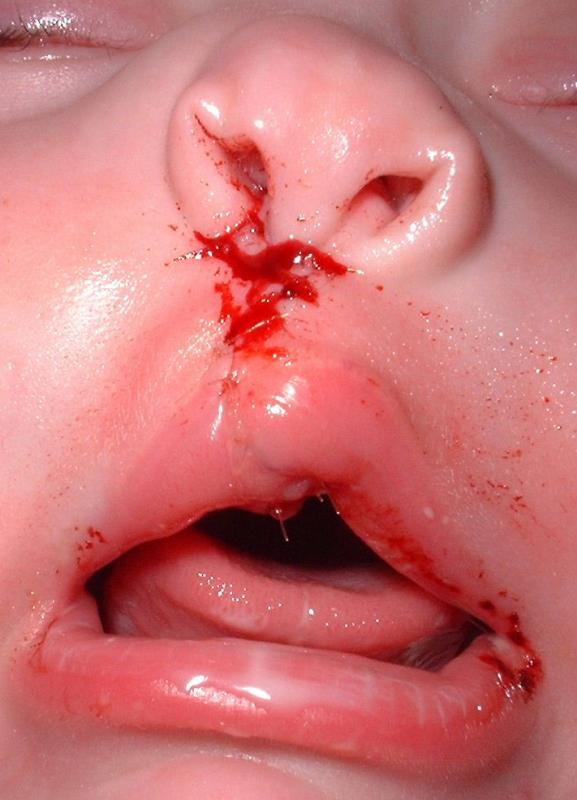
Sau phẫu thuật, môi bị phình ra sau khi mổ và sẽ có được nét tự nhiên trong khoảng vài tuần

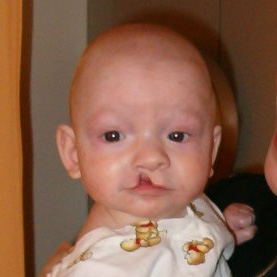
Bé trai 3 tháng tuổi trước khi phẫu thuật
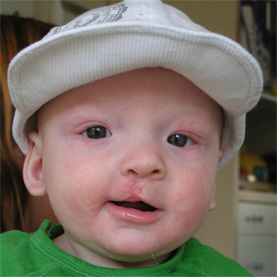
Cậu bé đó 1 tháng sau phẫu thuật
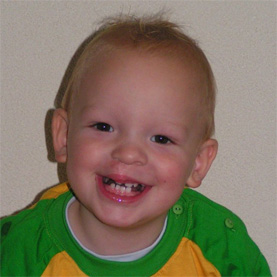
Cậu bé đó lúc 18 tháng tuổi

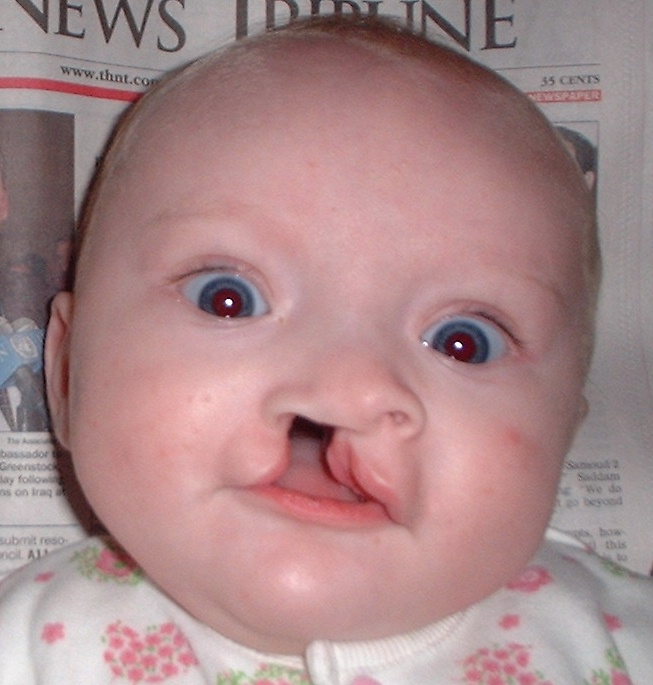
Bé gái 6 tháng tuổi trước khi phẫu thuật chỉnh môi.
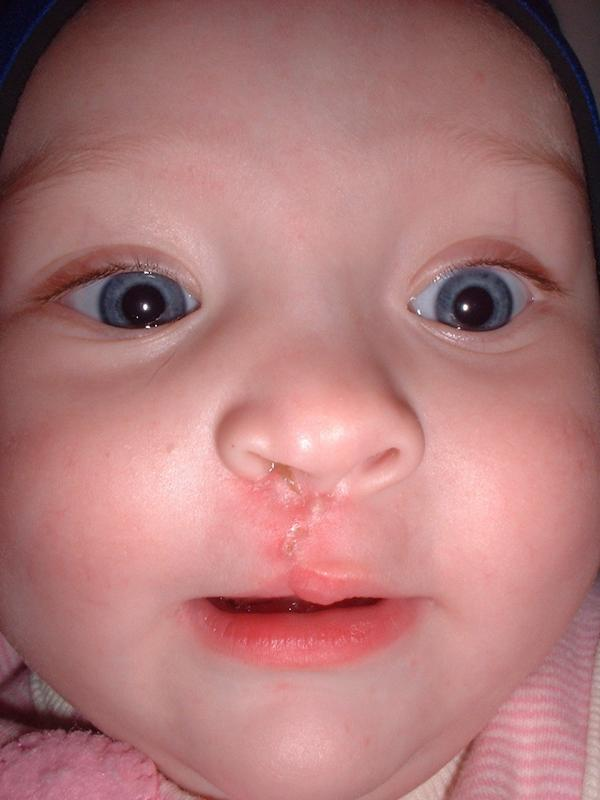
Cùng bé gái ấy, 1 tháng sau khi mổ.
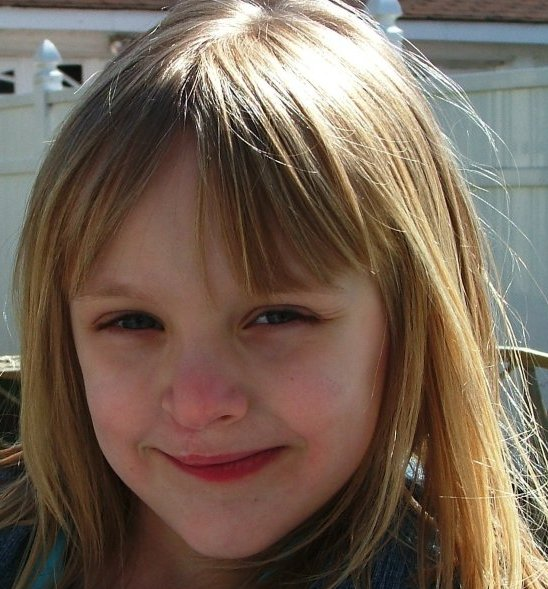
Vẫn là bé gái ấy, lúc này đã 5 tuổi. Hãy chú ý vết sẹo mờ dần đi theo tuổi.